# 684
684 (DCLXXXIV) je bilo prestopno leto, ki se je po julijanskem koledarju začelo na petek.

## Dogodki
- 1. januar
- 26. junij - Benedikt II. postane papež

## Smrti
- Muavija II. ibn Jezid, tretji kalif Umajadskega kalifata (683-684), (* 661)